# 熊崎風斗
熊崎 風斗（くまざき かざと、1989年7月19日 - ）は、TBSテレビのアナウンサー。

## 経歴
山梨県甲府市生まれ。千葉県立薬園台高校、明治大学情報コミュニケーション学部卒業。中学と高校在学中は校内の陸上競技部で長距離走の選手として活動していた。
大学卒業後、2013年にアナウンサーとしてTBSテレビ入社。同期入社のアナウンサーは、国山ハセン・小林由未子・笹川友里。同社入社式のイベントを兼ねて収録された『ジョブチューン アノ職業のヒミツぶっちゃけます!』でテレビ番組へのデビューを果たすと、2013年の『夏サカス2013 笑顔の扉 デリシャカス～番組グルメでおもてなし～』期間中には、国山・小林と共に「デリシャカス食べ歩き隊」としてPR活動に従事していた。その後は、スポーツアナウンサーとして活動しながら、2018年4月から『アフター6ジャンクション』（TBSラジオ）の月曜放送分で宇多丸（RHYMESTER）のパートナーを担当。苗字の読み方（熊崎＝クマザキ）にちなんで「クマス」と呼ばれているほか、同年6月26日に結婚したことを、同年7月9日の番組内で発表した。2019年12月に第1子（女児）、2022年3月に第2子、2023年5月に第3子が誕生。第3子の誕生を受けて、2023年6月の最終週から7月上旬まで育児休業に入っていた。
オリンピックの期間中に競技中継の実況・リポート要員としてジャパンコンソーシアムへ派遣されることが多く、2021年開催の東京夏季大会ではラジオ中継、2022年開催の北京冬季大会と2024年開催のパリ夏季大会ではテレビ中継に出演。北京冬季大会・スノーボード競技女子ビッグエア決勝中継（2022年2月15日にNHK総合テレビで生放送）の実況では、17歳で出場した村瀬心椛の銅メダル獲得（冬季オリンピックに出場した日本出身の女子選手としては歴代最年少のメダリスト誕生）の瞬間を伝えた。
また、2022年度には、JNN・JRN加盟局の優秀なアナウンサーを表彰するアノンシスト賞で、ラジオ・スポーツ実況部門の最優秀賞に選ばれた。第166回天皇賞（2022年10月30日に東京競馬場で催された中央競馬の重賞競走）のTBSラジオ制作分中継（同局では『爆笑問題の日曜サンデー』内で放送）で担当した実況が高く評価されたことによる。
さらに、2023年には世界陸上ブダペスト大会とアジア競技大会のテレビ中継で実況を担当。世界陸上の男子400m予選1組の中継（8月20日）では、高野進が1991年の東京大会決勝で達成した日本記録（44秒78）を、佐藤拳太郎が44秒77というタイムで32年振りに更新した瞬間を伝えた。その一方で、同年10月から放送されている『アフター6ジャンクション2』（前述した『アフター6ジャンクション』の後継番組で通称『アトロク2』）でも、第4週を除く木曜日に宇多丸のパートナーを担当中。『アトロク2』では、リスナーや関係者から「カザト（風斗）さん」とも呼ばれている。

## 人物
プロ野球では北海道日本ハムファイターズのファン。入社試験で、打席に立つ中田翔 (現:中日ドラゴンズ) の物真似をしたことがHBCラジオ『ファイターズDEナイト!』のパーソナリティでもある斉藤こずゑによって明かされている。
好きな言葉は「努力は夢中にかなわない」で、夜景鑑賞士3級の資格を所持。スポーツ中継の実況では、「伝える言葉をあらかじめ考えるのではなく、（対象の競技を）初めて見る視聴者に注目して欲しいことや、目の前で起こっている出来事を丁寧に伝えること」にこだわっているという。

## 出演番組
特記しない限り、いずれもTBSグループで制作。

### 現在
- スポーツ中継（野球、陸上、駅伝、マラソン、バドミントン、バレーボール、バスケットボール、フィギュアスケート、競泳、競馬、カーリング、スノーボードなど）
  - 2020東京オリンピックでは、野球・競泳・体操競技のラジオ中継や報道素材（いずれもジャパンコンソーシアム制作分）向けの実況を担当。担当時点での年齢は32歳で、ラジオ中継の実況要員としてジャパンコンソーシアム（JC）へ派遣されたアナウンサーとしては最も若かった。以降のオリンピックでも、開催の時期を問わず、以下のようにJCへ派遣されている。
    - 前述した東京夏季大会の閉幕から半年後（2022年2月）に開催された北京冬季大会には、テレビ中継の実況要員（カーリング・ビッグエア担当）として派遣。「派遣が決まるまで実況の経験がなかった」というビッグエアでは、男子の競技中継（NHK BS1で放送）において、予選・決勝を通じて実況と解説の「1人2役」を急遽こなした[17]。また、2月14日（月曜日）に実況を担当した女子予選の中継（解説：名取崇史）は、NHK BS1に加えて地上波（TBSテレビ系列）で生放送。
    - 2024年のパリ夏季大会では、陸上競技、競泳、バドミントン、男子マラソン（TBSテレビ系列で生中継）に加えて、この大会でオリンピックの競技に初めて採用されたブレイキンから男子種目の実況を担当[18]。ブレイキンの実況については、「数年前から準備を進めていたほど担当を切望していた」とのことで、前年（2023年）に杭州（中華人民共和国）で開催されたアジア競技大会でもオフチューブ方式ながら経験していた[2]。

  - プロ野球では、TBSラジオが『TBSラジオ エキサイトベースボール』として中継を自社向けに放送していた時期から、関東圏の球場における読売ジャイアンツ・横浜DeNAベイスターズ主管試合でビジター地元局（JRN加盟局）向け裏送り中継の実況・リポーターを随時担当。自社向け放送業務の終了に伴って、平日ナイトゲームの基本中継枠で『アフター6ジャンクション』の放送を開始した2018年以降も、月曜以外の曜日には裏送り中継への出演を2022年まで続けていた[19]。2023年以降は、TBS（地上波）・BS-TBS・TBSチャンネルでのテレビ中継に限って出演している。

#### テレビ
- Nスタ（平日版サブキャスター→ニュースプレゼンター）
  - 水曜日担当：2013年10月2日 - 2014年3月28日
    - レギュラーで担当する前にも、不定期で出演していた。

  - 木曜日担当：2014年4月5日 - 2015年3月26日
    - 2021年にも、6月24日から7月16日まで第2部（JNN全国ニュースパート）限定で出演。

  - 金曜日担当：2015年4月3日 - 2022年9月30日
  - 火・金曜日担当：2022年10月4日 - 2023年3月24日
  - 木・金曜日担当：2023年3月30日 - 2024年3月22日 
    - 世界陸上競技選手権大会・アジア陸上競技選手権大会・オリンピックの開催地に中継の実況要員として派遣される場合には、他のレギュラー番組と合わせて休演することが多い。
      - ただし、2023年世界陸上競技選手権大会の実況要員としてブダペスト（ハンガリー）に派遣されていた2023年8月22日（火曜日）には、ブダペストの中央市場から「歩いて発見!すたすた中継」（TBSテレビと一部のネット局で17時台に放送している生中継企画）向けのリポートで出演。世界陸上中継のPRを兼ねていたことから、出演後に世界陸上のメイン会場（ブダペスト市内のハンガリー・ナショナル・アスレチックス・センター）へ移動すると、当日深夜（日本時間＝23日未明）の「ナイトセッション」中継でトラック競技の予選種目（女子100mハードル・男子800mなど）を実況している。

    - 2023年9月24日にNHK総合テレビから全国に向けて放送された特別番組『民放NHK6局連動「1.5℃の約束　いますぐ動こう、気温上昇を止めるために。」』では、TBSテレビの代表として出演していた日比麻音子（同年1月から『Nスタ』のメインキャスターを一部の曜日で担当している後輩アナウンサー）が、『Nスタ』『ひるおび』『news23』で取り組んでいるペーパーレス化（タブレットを活用したニュース原稿や進行表のデジタル配信・編集システム）を紹介。熊崎が過去の『Nスタ』で実際に読んでいたニュース原稿（最終稿）を、同番組での一例として取り上げていた[20]。
    - 2024年2月12 - 16日には、同僚アナウンサーの南波雅俊が休暇を取得[21]したため、（『都市型生活情報ラジオ 興味R』のパーソナリティ、および『アフター6ジャンクション』の曜日パートナーを務めていた関係で、これまで一度もレギュラーで出演していなかった月曜日を含め）1週間通して出演。
    - 井上貴博（先輩アナウンサー）の休暇に伴う代理としてメインキャスターを任されていた2024年2月29日（木曜日）には、大谷翔平（ロサンゼルス・ドジャース投手兼外野手）結婚の第一報が放送中（任意ネット枠内の16時35分頃）に速報テロップでいち早く流れたことを受けて、「本人がinstagramへ投稿した報告記事の全文を、スマートフォン越しに読みながら伝える」という一幕があった[22]。

  - 月・水・木曜日担当：2024年3月25日 -
    - 2024年6月以降は、上記曜日のニュースプレゼンターに加えて、日曜版のメインキャスターを出水麻衣（先輩アナウンサー）と共に務める場合がある。この場合には、日曜日の『JNN NEWS』（午前11時枠）と『TBS NEWS』(午後帯の関東ローカルニュース）のキャスターを兼務。
- ひるおび（午後枠プレゼンター、2020年9月28日 - ）
  - スポーツアナウンサーとしての活動を優先する期間（詳細前述）に休演することを前提に、2022年6月27日まで月曜日、同年7月6日から水曜日を担当。2024年3月最終週以降の水曜日には、担当ゾーンの終了後も、夕方に『Nスタ』でニュースプレゼンターを務めている。
- With☆ベイスターズシリーズ（ナレーター）
  - 2021年版（『with☆ベイスターズ2021』）から担当。2022年版（『with☆ベイスターズ2022』）では後輩アナウンサーの小林廣輝（当時）がナレーターを引き継いでいたが、小林が7月31日付でTBSテレビを退社することを受けて、同月8日放送分からナレーションを再開。
- ジョブチューン アノ職業のヒミツぶっちゃけます!（不定期）
- SASUKE（2020年12月29日 - ）
- ラヴィット!（2022年8月5日 - 、不定期）
  - 水曜日の生放送へ出演する場合には、『ひるおび』の午後枠と『Nスタ』でプレゼンターを担当する前に登場。第4週を除く木曜日の夜に『アフター6ジャンクション2』（TBSラジオの生放送番組）で23時台までパートナーを務めている2023年10月以降も、翌朝（金曜日）の8時台から『ラヴィット!』の生放送へ出演することがある。2024年12月から出演の機会が増加し、同月27日の『ゴールデンラヴィット!』にも「坂道かけっこ対決」の実況をメインとして「MCチーム」の一員として出演。
- 世の中なんでもHOWマッチ いくらかわかる金?（実況）

#### ラジオ
- 『アフター6ジャンクション』シリーズ（曜日パートナー）
  - 『アフター6ジャンクション』月曜パートナー：2018年4月2日 - 2023年9月18日
    - 生放送には基本として月曜日にのみ登場していたが、金曜日20時台の「アトロク　フューチャー&パスト」（放送週の主な企画を曜日ごとに振り返るコーナー）では、月曜日の本番後に収録したコメント音源を放送。なお、2022年9月30日以降の同コーナーでは、自身の苗字「熊崎」にちなみ、宇多田ヒカルの『ぼくはくま』をコメント音源を放送する際のBGMに使用している。
    - 2020東京オリンピックの開催期間中には、ジャパンコンソーシアムへ派遣されたため、開幕週（2021年7月19日）から3週間にわたって休演。休演中の8月4日（水曜日）には、自身が実況する野球競技準決勝・日本対韓国戦中継（関東地方ではNHKラジオ第一・ニッポン放送・文化放送との並列放送）が、本来の放送時間帯の大半（19:00以降）に組み込まれていた（番組自体は18時台限定の短縮放送で対応）。
    - 水曜パートナーだった日比によるクイーンズ駅伝テレビ中継でのスポーツ実況デビュー（2021年11月）をきっかけに、TBSテレビで全国ネット向けの中継を制作する駅伝（クイーンズ駅伝やニューイヤー駅伝など）の特集を水曜日に放送する場合にも、「（日比にとっての）駅伝実況のパイセン（先輩）」として出演していた。2022年10月以降は、『Nスタ』でも一部の曜日で日比と共演中[23]。なお、2024年1月5日（金曜日）の『Nスタ』では、本来水 - 金曜日のメインキャスターである井上貴博が令和6年能登半島地震で被害の大きかった石川県内で前日（4日）から取材を続けていたため、初めて日比とのコンビでメインキャスターとしての進行を担当した。
    - 2022年北京冬季オリンピックにおけるビッグエア中継の実況（前述）が一躍注目されたことを受けて、閉幕翌日の2月21日（月曜日）には日本への帰国中で出演できなかったにもかかわらず、テレビ中継での実況ダイジェスト音源や小笠原亘[24]の解説を交えた実況特集が「CULTURE TALK」（18時台後半のコーナー）で放送された（当日は小沢光葵が全編でパートナー代理を担当）。なお、北京冬季オリンピックでの実況については、本人が6週間振りに出演を再開した3月7日（月曜日）の「CULTURE TALK」でも改めて特集。
    - 『アフター6ジャンクション』としては2023年9月29日（金曜日）まで放送されていたが、自身はアジア競技大会（中華人民共和国の杭州市で同月23日から10月8日まで開催）テレビ中継の実況要員として同市へ派遣されることが決まっていたため、他曜日のパートナーより1週早く（9月第3週の放送分で）出演を終了。「フューチャー&パスト」については、特別番組を編成する関係で当該週の金曜日（22日）に放送されないため、前週（15日）の放送分をもってコメントの提供を終えた。

  - 『アフター6ジャンクション2』（第4週を除く）木曜パートナー：2023年10月12日 - 
    - 番組のタイトルを変更するだけにとどまらず、『アフター6ジャンクション』では『Nスタ』平日版の一部（18時台のJNN全国ニュースパートおよび関東ローカルパート）と重複していた放送枠（TBSラジオでは基本として月 - 金曜日の18:00 - 21:00）を『Nスタ』本番後の時間帯（月 - 木曜日の22:00 - 23:30→22:00 - 23:55）へ移動させるなどのリニューアルを敢行。このリニューアルを機に、出演の曜日を変更したうえでパートナーを続けている。なお2025年4月に20:00 - 22:00に放送時間を繰り上げる後も木曜パートナーを続投する（これに伴う『Nスタ』平日版への出演に関しては未定）。
    - 木曜日には2023年10月以降も『Nスタ』でニュースプレゼンターを担当することから、変更後は、（カレンダーでの4週目に当たる）第4週を除いて同番組の本番を終えてから出演。その一方で、第4週の木曜日には特定のパートナーを置かず、『アフター6ジャンクション』から続けてパーソナリティを務める宇多丸（RHYMESTER）が単独で進行している。
      - 木曜日における初回（2023年10月5日）が前述したアジア競技大会の会期と重なっていたが、会期の後半で日本へ帰国することが決まっていたため、当初は初回からの出演を予定していた。しかし、このスケジュールに沿って帰国した後にインフルエンザへ罹患したため、初回は宇多丸だけで進行した。

    - 『アフター6ジャンクション2』へ移行してからは、パートナーを担当しない月 - 水曜日に「BEYOND THE CULTURE」（22時台の特集コーナー）へのゲスト出演も視野に入れていることを示唆。実際には、2024年1月9日（火曜日）放送分でパートナー代理を務めたことによって、木曜以外の曜日での出演が初めて実現した。『アフター6ジャンクション2』でも（第4週を除く）火曜日にパートナーを務めている日比が、令和6年能登半島地震の発生（2024年1月1日）を受けて、7日（日曜日）から能登半島（石川県）で『Nスタ』向けの取材へ専念していたことによる。逆に、パリオリンピックの開幕前週に当たる2024年7月16日（火曜日）放送分の「BEYOND THE CULTURE」では、この大会でTBSテレビ系列向けの報道活動（開催国であるフランス各地での取材リポート）へ従事することが決まっていた日比と揃って「ブレイキン特集」に出演。閉幕後の同年9月17日（火曜日）にも、オリンピックに帯同していたKATSU ONE（ブレイクダンサーの石川勝之）と共に「ブレイキン特集」へ参加した。
      - 2024年の夏季には、パリオリンピックの開幕週（7月の第3週）から（本来出演しない同月の第4週と閉幕直後の夏季休暇をはさんで）4週間にわたって休演した後に、8月22日（木曜日）放送分から出演を再開。宇内梨沙（第4週を除く本来の水曜パートナーで後輩アナウンサー）のリフレッシュ休暇を受けて、水曜日ながらパートナーを務めた9月2日放送分の「BEYOND THE CULTURE」では、「実況アナウンサーだけが知っているパリ五輪の裏側」という特集も担当した。

以下の番組はいずれも、不定期で担当。
- 森本毅郎・スタンバイ!（スポーツコーナー「スポーツスタンバイ」の進行）
- 爆笑問題の日曜サンデー（番組内の競馬中継で実況）
- パンサー向井の＃ふらっと（ニュースキャスター）

### 過去

#### テレビ
- TBSニュース（日曜14時前、2013年10月6日 - 2014年3月30日）
- JNNフラッシュニュース（隔週木曜→隔週月曜→隔週水曜→隔週火曜→隔週土曜、2013年10月 - 2017年3月）
- S☆1（2016年4月 - 2017年3月）
  - 本来は、番組の終盤に内包される『JNNニュース』（全国ニュースの最終版）を隔週土曜日に担当。2016年のリオデジャネイロオリンピック期間中は、先輩のスポーツアナウンサー・佐藤文康（当時は土・日曜日ともサブキャスターを担当）のジャパンコンソーシアム派遣に伴って、土曜日のみサブキャスター代理を務めていた。佐藤に代わって伊藤隆佑がメインキャスターに起用された2017年4月以降も、伊藤の不在日にメインキャスター代理を随時担当。
- アッコにおまかせ!（2018年6月24日・2024年11月10日）
  - いずれも放送日時点でレギュラーで進行を務めていたアナウンサー（国山・宇内）の代役。この回以外にもロケVTRでの出演歴がある。
- あさチャン! (月・火曜日スポーツキャスター、2019年4月1日 - 2020年9月22日)
  - レギュラーで出演する前にも、前任者の石井大裕による海外出張期間中（2015年4月6日 - 9日）に代演。担当期間中には、月曜日の夕方から『アフター6ジャンクション』（3時間の生放送番組）へ出演した後に、翌朝（火曜日）の本番へ臨んでいた。
- 2分でわかる! PRODUCE 101 JAPAN SEASON2の楽しみ方（ナレーター、2021年4月10日 - 6月12日）
  - 毎週土曜9:25 - 9:30
- 濃縮PRODUCE 101 JAPAN SEASON2 密着150日 デビューまでのカウントダウン（2021年4月15日未明（14日深夜） - 6月10日未明（9日深夜））
  - 毎週木曜未明（水曜深夜）1:58 - 2:28
- SKE48 ZERO POSITION 〜チームスパルタ!能力別アンダーバトル〜（TBSチャンネル1／不定期、主にスポーツ系企画に出演）
- 報道特集（サブキャスター、2024年9月14日・9月28日・11月9日）

#### ラジオ
- サンデースポーツ&ニュース（2013年10月6日 - 2014年3月30日）
- ザ・トップ5（シーズン5水曜日、2015年9月30日 - 2016年3月23日）
- 都市型生活情報ラジオ 興味R（2017年4月3日 - 2018年3月26日）
- サタデースポーツ&ニュース（不定期出演、2014年10月 - 遅くとも2018年3月）
- ジェーン・スー相談は踊る（代行MC、2016年2月27日）
- ジェーン・スー 生活は踊る（堀井美香の代行アシスタント、2017年3月24日）
- 伊集院光とらじおと（番組内9時からの『TBSニュース』を不定期で担当）
- 生島ヒロシのおはよう定食・生島ヒロシのおはよう一直線（2022年8月23日）
  - 前夜（8月22日）に『アフター6ジャンクション』へ出演した後に、生島ヒロシの夏季休暇に伴って、早朝の生放送である両番組のパーソナリティ代理を単独で担当。『おはよう一直線』の放送中には、文化放送の契約アナウンサー時代から同局のプロ野球・駅伝中継に携わっている寺島啓太（フリーアナウンサー）との電話を通じて、上記中継での実況などに関するクロストークを展開していた。
- 朗読のミカタ（2022年10月24 - 28日、JRN全国ネット向けの収録番組）
  - 自身がプロ野球実況に携わっていることに加えて、日本シリーズが開催される期間に放送されることから、『公認野球規則 2022 Official Baseball Rules』（ベースボール・マガジン社）に記載されている規則の一部を放送用に手直しした文章を朗読した。
- 井上貴博 土曜日の『あ』（パーソナリティ代理、2023年1月14日）
  - 先輩アナウンサーでもある井上貴博が、喉の不調で出演を見合わせたことに伴う代演。
- Adam by GMO presents ゲージュツ爆発チャンネル！（2023年1月の毎週日曜日） - ナビゲーター
  - 月替わりでパーソナリティ（熊崎が担当した2023年1月では、育児漫画が話題の「犬犬」が担当）とナビゲーターが入れ替わる番組で、TBSテレビ所属の男性アナウンサーからは唯一ナビゲーターとして出演した。